# Eutelia caustiplaga
Eutelia caustiplaga là một loài bướm đêm trong họ Noctuidae.